# Гуд, Джеймс Уильям
Джеймс Уильям Гуд (англ. James William Good; 24 сентября 1866 — 18 ноября 1929) — американский политический деятель, член Республиканской партии.
Занимал пост военного министра США при президенте Герберте Гувере.
Родился недалеко от Сидар-Рапидс (штат Айова), учился сначала в Коу колледже, а затем в Университете штата Мичиган.